# Іфеані Джордж
Іфеа́ні Джо́рдж (англ. Ifeanyi George, 22 листопада 1993, Умуахія, Нігерія — 22 березня 2020, Абуду, Нігерія) — нігерійський футболіст, нападник. Відомий завдяки виступам у складі футбольних клубів «Еньїмба», «Енугу Рейнджерс» та національній збірній Нігерії.

## Життєпис
Народився в місті Умуахія, столиці штату Абія.
2015 року грав у складі футбольного клубу «Еньїмба», разом з яким здобув «золото» чемпіонату Нігерії. Наступного року перейшов до лав «Енугу Рейнджерс», знову ставши чемпіоном країни в своєму дебютному сезоні в новій команді. Завоювавши довіру партнерів, став віце-капітаном «Енугу Рейнджерс».
2017 року Джордж провів дві гри у складі збірної Нігерії.
Протягом 2019—2020 років зіграв 14 матчів у Кубку конфедерації КАФ, в яких відзначився п'ятьма забитими м'ячами.
22 березня 2020 року футболіст загинув у ДТП по дорозі до Лагосу. Автомобіль Іфеані Джорджа врізався у вантажівку на трасі Бенін–Агбор поблизу міста Абуду. Разом з ним загинули ще двоє людей — футболіст Еммануель Огбу і друг Джорджа, Етека Габріель.

## Досягнення
- Чемпіон Нігерії з футболу (2): 2015, 2016
- Бронзовий призер чемпіонату Нігерії з футболу (1): 2019